# John LaPorta
John LaPorta (* 1. April 1920 in Philadelphia, Pennsylvania; † 12. Mai 2004 in Sarasota, Florida) war ein US-amerikanischer Jazz-Saxophonist und -klarinettist.

## Leben und Werk
La Porta studierte klassische Klarinette bei Joseph Gigliotti vom Philadelphia Orchestra und später bei Leon Russianoff an der Manhattan School of Music. Seine Kompositionslehrer waren Ernst Toch und Alexei Haieff. 1937 bis 1938 trat er mit dem American Youth Symphony Orchestra unter Leopold Stokowski und Sylvan Levine auf.
Seine professionelle Karriere als Jazzmusiker begann er 1942 als Klarinettist in Bob Chesters Swing-Band. Von 1944 bis 1946 war er Mitglied der Big Band von Woody Herman. Danach arbeitete er in New York City mit dem Pianisten Lennie Tristano. 1953 bis 1954 arbeitete er mit Charles Mingus und Teo Macero im für die Ausbildung der eigenen Kompositionskonzepte zentralen Jazz Composers Workshop. 1954 erschien sein erstes Album als Bandleader, 1956 folgte das Album Conceptions. Er wirkte als Sideman von Herb Pomeroy, Kenny Clarke, Phil Wilson, Rusty Dedrick, Donald Byrd, Lester Young, Miles Davis, Max Roach, Ray Brown, Fats Navarro, Buddy Rich, Dizzy Gillespie, Charlie Parker, Duke Ellington, Gunther Schuller, Billy Eckstine, Hank Mobley, Bill Evans, Buddy Rich, Bill Harris, Fats Navarro, Oscar Pettiford, Helen Merrill, Neal Hefti, Johnny Mathis und anderen.
Seit Mitte der 1950er Jahre konzentrierte sich LaPorta auf die Lehrtätigkeit, zunächst an der Manhattan School of Music, ab 1963 am Berklee College of Music, und trat nur noch unregelmäßig auf. Er verfasste fünfzehn Bücher über Musikerziehung und mehr als zweihundert Kompositionen. Für Everest Recording nahm er Igor Strawinskys Ebony Concerto auf, und 1957 spielte er mit dem New York Philharmonic Orchestra unter Leonard Bernstein Teo Maceros Werk Fusion ein.
Ab 1985 war er auch wieder als Jazzmusiker aktiv, 1999 erschien sein letztes Album Life Cycle. In den 1990er Jahren verfasste er die Autobiographie Playing It By Ear. 2002 erschien das Album Themes and Variations, das den Inhalt des Albums Conceptions von 1956, sowie zusätzliche Aufnahmen aus der Zeit bietet.

## Auswahldiskografie
- 1947: Charlie Parker: The Great Sessions (Jazz Anthology)
- 1954: Charles Mingus, Teo Macero, John La Porta: Jazz Composers Workshop (Savoy)
- 1954: Helen Merrill with Clifford Brown And Gil Evans (Emarcy 1954–56)
- 1956: Hank Mobley: The Jazz Message Of Hank Mobley (Savoy)
- 1958: John LaPorta: Themes and Variations (Fantasy Records, 1956–58) mit Wally Cirillo, Louis Mucci, Sol Schlinger, Wendell Marshall